# Otiorhynchus equestris
Otiorhynchus equestris — вид долгоносиков-скосарей из подсемейства Entiminae.

## Описание
Жук длиной 6-8,5 мм. На надкрыльях золотые или зеленоватые чешуйки собраны в пятна. Второй и четвёртый промежутки на надкрыльях с рядом зёрнышек, сравнительно мало отличающихся по высоте от нечётных. Переднеспинка в довольно крупных зёрнышках, расположенных более или менее концентрическими кругами.